# 發現岩
發現岩（英語：Discovery Rock），是南極洲的岩石，位於南喬治亞群島的斯特羅姆內斯灣，處於埃姆斯岩東北面1.3公里，由英國研究隊發現，由英國海外領土管轄。